# Lagoa da Confusão
Lagoa da Confusão is een gemeente in de Braziliaanse deelstaat Tocantins. De gemeente telt 8.711 inwoners (schatting 2009).
De gemeente grenst aan Cristalândia.